# Мелвилл, Артур
Артур Ме́лвилл (англ. Arthur Melville) — шотландский художник, мастер акварели.

## Жизнь и творчество

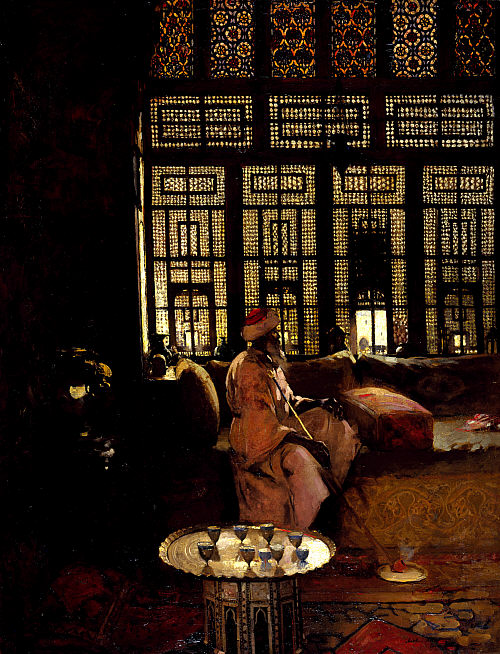
А. Мелвилл. Арабский интерьер (1881)

Родился в сельской местности южной Шотландии, вырос в Восточном Лотиане. Рисовать Мелвилл начал ещё в детстве. Изучал живопись сперва на вечерних курсах, затем — в Королевской Шотландской Академии. В 1878 году художник приезжает в Париж, где знакомится с работами импрессионистов. Он познакомился с шотландским художником Робертом Вейром Алланом, который познакомил его с импрессионистами. Присоединяется к живущим и работающим во французском городке Грез-су-Луан шотландским художникам, среди которых Уильям МакГрегор, Джеймс Гутри, Джозеф Кроухолл, позднее ставшие известными как художественная группа Глазго Бойс. В это же время тесно общался с английским художником Уильямом Стоттом. Вернувшись в Шотландию, Мелвилл практически не участвует в собраниях Глазго Бойс в художественной мастерской МакГрегора, однако регулярно участвует в её летних выездах «на этюды».
В 1880—1882 годах Мелвилл совершает длительное путешествие по Востоку, посещает Грецию, Стамбул, Каир, Карачи, Багдад, после чего возвращается в Шотландию. В 1886 и в 1889 он снова едет в Париж, в 1890 — в Испанию (вновь — в 1899 и в 1904) и в Алжир, в 1894 году — в Венецию. Затем живёт в Лондоне. После вступления в брак вместе с семьёй селится в Суррее. Вскоре после возвращения в 1904 году из Испании заболевает тифом и умирает.
В период сотрудничества Мелвилла с Глазго Бойс в картинах его чувствуется влияние французских мастеров (в первую очередь Бастьена-Лепажа). В Грез-су-Луане художник начинает экспериментировать с акварельными красками. Отличительной особенностью его работ — как акварелей, так и масляных полотен (начиная с 1898 года) — является необычная яркость красок как реализация впечатлений, накопленных во время путешествий по экзотическим, тропическим странам.